# Francisco Gil de Taboada
Francisco Gil de Taboada Lemos y Villamarín (Santa María de Soutolongo, Lalín (Pontevedra), 24 de setembre de 1733 - Madrid, 1809) va ser un noble, polític, militar i marí espanyol, IX virrei de Nova Granada (1789), XXXV virrei del Perú (1790-1796) i XI capità general de la Reial Armada Espanyola.

## Biografia
Nascut en el si d'una distingida família gallega, els seus pares van ser Diego Felipe Gil de Taboada y Villamarín, senyor de Dés, i María Josefa de Lemos iy Rois.
Als 16 anys es va convertir en cavaller de Sant Joan de Jerusalem, ordre en la qual va arribar a ser Gran Cruz i batlle, i comanador de Portomarín.
Va sentar plaça de guardiamarina en la Companyia del Departament de Cadis el 27 d'octubre de 1752. Va ser ascendit a alferes de fragata el 23 de desembre de 1754, a alferes de navili el 12 d'abril de 1760, a tinent de fragata el 8 d'abril de 1765 i a tinent de navili el 3 de setembre de 1767. Durant aquests comandaments va estar embarcat en diferents bucs, fent creuers pel Mediterrani i els oceans Atlàntic i Pacífic.
Va ascendir a capità de fragata el 22 d'octubre de 1770. Amb aquest comandament se'l va nomenar governador de les illes Malvines (1774 - 1777),després va ser ascendit a capità de navili el 17 de febrer de 1776, sent nomenat capità de la recentment creada Companyia de Guardiamarines del Departament de Ferrol, càrrec que va exercir durant alguns anys.
Va ser ascendit a brigadier el 19 de juny de 1781, seguint en el càrrec anterior; a cap d'esquadra, el 21 de desembre de 1782 i a instàncies d'Antonio Valdés, ministre d'Índies, a la fi de 1788 va ser nomenat virrei, governador i capità general del Nou Regne de Granada i president de l'audiència de Santa Fe. Va ascendir a tinent general el 4 de març de 1789.
Amb aquest grau, va passar en 1790 a virrei del Perú i president de l'audiència de Lima. Al seu retorn a Espanya va passar amb èxit pel Judici de residència, on uns secretaris i un tribunal especial analitzaven totes les actuacions del seu govern com a virrei, conformement a l'establert en les Lleis d'Índies. En aquests judicis gens quedava sense investigar, fins a quadrar l'últim compte, donant-se el cas de durar diversos anys.

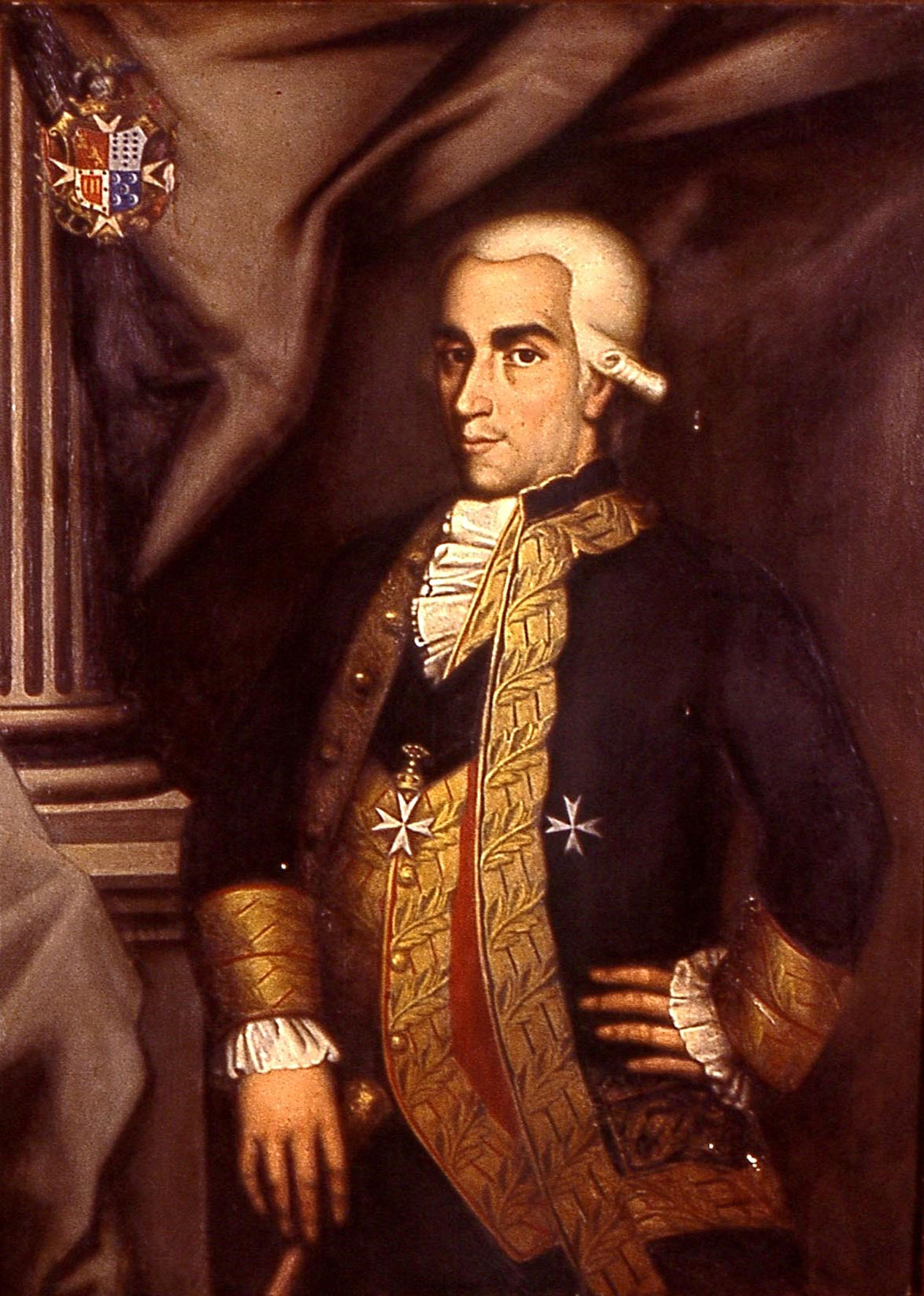
Francisco Gil de Taboada.

Va ser nomenat conseller del Consell Suprem de Guerra i, sense deixar aquest alt càrrec, va exercir uns altres, també importants, del ram de la Marina. En 1799 va ser nomenat director general de l'Armada, primer amb caràcter interí i després en propietat. El 6 de febrer de 1805, en ser designat el general Domingo Grandallana per al comandament de l'esquadra de Ferrol, es va encarregar interinament Gil de Taboada de la secretaria d'Estat i del departament de Marina.
Per reial decret del 9 de novembre del mateix any, va ser ascendit a capità general de la Reial Armada. Es considera en el decret que pels seus mèrits deu ser ascendit: "al mateix temps que S. M. premia el mèrit dels combatents de l'esquadra del general don Federico Gravina". Se li va confirmar en propietat, com a ministre de Marina, per reial decret del 22 d'abril de 1806. També va seguir exercint la direcció general de l'Armada fins a 1807, en què es va disposar que en substitució d'aquest càrrec es creés l'ocupació d'inspector general de Marina.
Exercint tots aquests alts càrrecs va sobrevenir el Motí d'Aranjuez i els greus successos que li van seguir, entre ells l'abdicació del rei Carles IV en el seu fill Ferran VII. Gil de Taboada, com els altres ministres, va ser ratificat en l'exercici de la seva comesa i hi va continuar fins a la sortida del rei cap a Baiona. Per actuar durant l'absència del monarca es va formar una junta, composta pels ministres i presidida per l'infant Antoni, oncle de Ferran VII.
El comte de Toreno, en el seu comentari sobre la junta, s'expressa de la següent manera: Va continuar al capdavant de la marina don Francisco Gil de Taboada y Lemos, ancià respectable, de caràcter sencer i ferm. Aquesta qualitat aviat va haver de manifestar-la oposant-se al desig del gran duc de Berg que li anés lliurat Godoy, que es trobava confinat al castell de Villaviciosa per ser sotmès a judici d'un tribunal. Preveient que la junta de ministres aviat seria anul·lada per la pressió dels invasors, Gil de Lemos va llançar la idea que fos substituïda per una altra, reunida fora de Madrid.

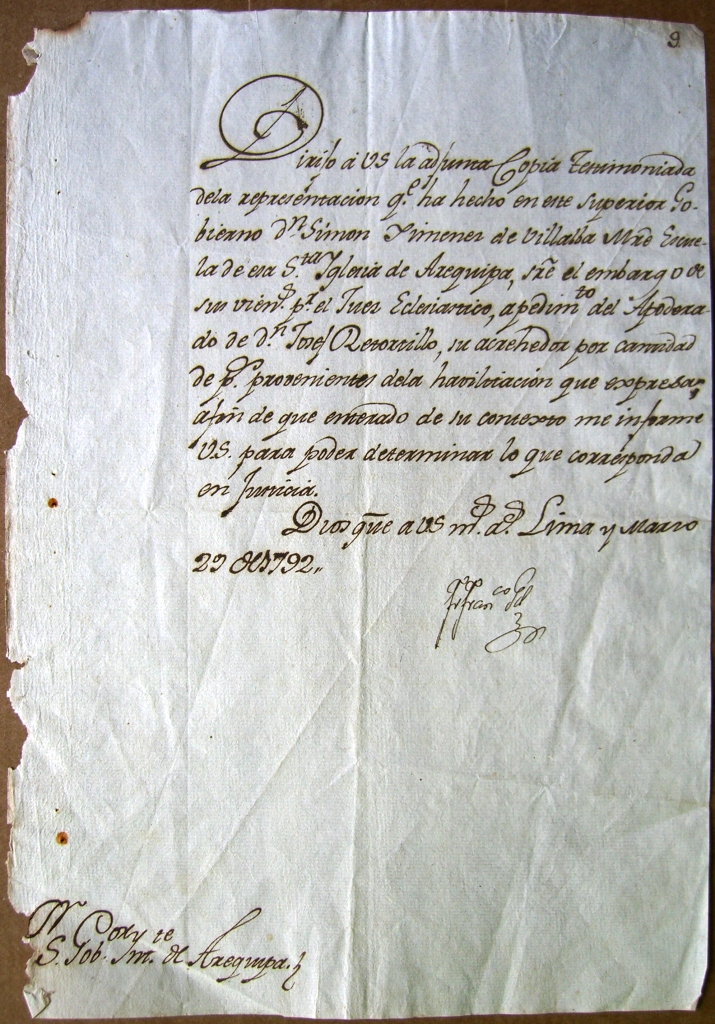
Firma de Gil de Taboada

Quan els francesos van obligar a l'infant Antoni a sortir cap a Baiona després de l'explosió popular del 2 de maig, va escriure a Gil de Taboada una carta instant-li al fet que la junta fes el mateix per evitar mals majors. Però el 4 de maig Murat va voler presidir-la, assistint alguns dels membres, que per fi van cedir. Però no Gil de Taboada, que es va mantenir ferm, presentant la seva dimissió i retirant-se al seu domicili.
En ser evacuat Madrid pels francesos després de la victòria espanyola sobre els exèrcits imperials a Bailén, Gil de Taboada va jurar de nou el seu càrrec el 29 de setembre de 1808 a Aranjuez, on es va reunir la Junta Central com a dipositària del poder suprem de la nació durant l'absència del Rei.
Quan van entrar de nou els exèrcits francesos a la capital de la nació, Madrid, es va instar al fet que passés a prestar jurament davant Josep Bonaparte. S'hi va negar a això amb fermesa, quedant exposat a les represàlies, ja que la seva avançada edat -era octogenari- li impedia escapolir-se.
Encara que alguns ministres del cors van instar al monarca al fet que perseguís Gil de Taboada, el Rei es va negar, prohibint que se'l molestés. Quan va morir a l'any següent, 1809, la guarnició francesa de Madrid li va tributar els honors fúnebres que li corresponien per la seva alta dignitat. Un destacat descendent seu a Amèrica és l'escriptor xilè Antonio Gil Iñiguez i els cabdills argentins i governadors de Santiago del Estero Antonino Taboada i Manuel Taboada.